# Matteo Villani

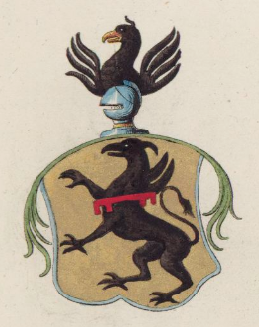
Stemma della famiglia Villani di Firenze.

Matteo Villani (Firenze, 1283 – 1363) è stato uno storico e scrittore italiano.

## Biografia
Continuatore della Nuova Cronica del fratello Giovanni, morto nel 1348 di peste, nacque a Firenze alla fine del XIII secolo. Le notizie sulla sua vita sono assai scarse: si sa che come il fratello fu associato ai Buonaccorsi, dei quali fu rappresentante a Napoli. Morì anch'egli in un'epidemia di peste, nel 1363. La sua opera, composta di undici libri, fu brevemente continuata dal figlio Filippo.
Proprio la morte del fratello lo portò a continuare la Nuova Cronica, dove traspare il suo impegno a ricercare fonti e a documentarsi sui fatti. Di particolare importanza è la parte relativa alla peste del 1348, dove emerge, tra i luoghi comuni del genere, una riflessione esistenziale sulla vita. (Il Villani scrisse una dettagliata cronaca sull'assalto alla città di Cesenada parte delle truppe pontificie costituite da soldati italiani e francesi guidati dal Cardinale Egidio Carrillo Albornoz. Lo scopo dell'assalto era ricondurre sotto la podestà le città di Cesena, di Forlì, Forlimpopoli e Bertinoro che vennero usurpate da Francesco Ordelaffi, proclamatosi Signore di Forlì e Cesena. A dare man forte alle truppe pontificie anche Galeotto Malatesta, signore di Rimini. L'assedio iniziò nella primavera del 1356. Nel maggio del 1357 toccò a Cesena subire l'assalto. La città era retta da pochi soldati ordelaffiani sotto la guida della moglie di Francesco, Marzia o Cia degli Ordelaffi. La conquista di Cesena impegno le truppe pontificie fino alla sua conquista avvenuta il 21 giugno. Il 4 luglio sarà la volta di Forlì a capitolare. Mentre la città di Forlimpopoli venne rasa al solo per ordine dell'Albornoz, il quale volle che sulle macerie venisse sparso del sale. Libro V settimo , cap. LVIII della cronaca del Villani, descrive l'assedio di Cesena. Antonio Dal Muto relatore)